# Décimo Valerio Asiático (legado de Galia Bélgica)
Décimo Valerio Asiático (en latín: Decimus Valerius Asiaticus) fue un senador romano que vivió a mediados del siglo I, y desarrolló su cursus honorum bajo los reinados de Claudio, Nerón, y Vespasiano. Fue cónsul sufecto en el año 70 junto con Gayo Licinio Muciano.

## Orígenes y familia
Era hijo del senador romano y dos veces cónsul, Décimo Valerio Asiático y Lolia Saturnina. Existe la posibilidad de que haya tenido hermanos, y su familia tenían sus orígenes en Vienne, en la Galia Narbonensis.
El padre de Asiático era de origen alóbroge y su carrera política fue contemporánea al gobierno de los emperadores romanos Tiberio, Calígula y Claudio. Su padre era un senador romano respetado, rico y prominente. Asiático el mayor, sirvió como cónsul sufecto en el año 35 y nuevamente como cónsul ordinario en el año 46. Y fue el primer senador de origen galo en obtener el consulado.
La madre de Asiático fue la sociable y hermosa Lolia Saturnina, cuya hermana menor Lolia Paulina fue emperatriz romana y la tercera esposa del emperador Calígula. Saturnina fue la primera hija de Marco Lolio y Volusia Saturnina, que era prima hermana del emperador romano Tiberio. El padre de Asiático fue asesinado por orden de la emperatriz Valeria Mesalina en el año 47 y su joven hijo fue criado más tarde por su madre.

## Carrera política
El primer cargo conocido de Asiático es como Legatus de la Galia Bélgica, durante el reinado del emperador Nerón. A principios del año 69, cuando Vitelio se convirtió en emperador romano, rápidamente obtuvo el apoyo de gobernadores y comandantes de las provincias occidentales. Entre esos partidarios estaba Asiático. Cuando Vitelio, proclamó a su hijo e hija como herederos, en la ciudad de Lugdunum en la Galia, el propio emperador desposó a su hija Vitelia con Asiático. Finalmente, la pareja se casó durante su breve reinado.
Asiático se volvió poderoso a través de su riqueza y la hábil explotación del patrocinio imperial. La alianza matrimonial entre Asiático y Vitelio fue quizás un intento de reconciliar a las comunidades de la Galia con el estado romano. Pero finalmente Asiático no pudo brindarle mucho apoyo a Vitelio cuando los comandantes y gobernadores de la parte oriental del imperio, nombraron a Vespasiano en lugar del propio de Vitelio.
Luego, cuando Vespasiano se convirtió en emperador en la segunda mitad del año 69, nombró a Asiático cónsul sufecto para el año 70. Asiático murió finalmente poco después de haber ejercido su consulado.
Le sobrevivieron su esposa Vitelia y su hijo Marco Lolio Paulino Décimo Valerio Asiático Saturnino. Luego de la muerte de su primer esposo, Vespasiano dispuso que Vitelia se volviera a casar con un hombre no identificado. Su segundo matrimonio fue espléndido para ella y Vespasiano le proporcionó la dote y la ropa matrimonial.